# 7 Batalion Karabinów Maszynowych i Broni Towarzyszących
Batalion karabinów maszynowych i broni towarzyszących nr 7 – pododdział piechoty Wojska Polskiego.

## Mobilizacja
Batalion nie występował w organizacji pokojowej wojska. Został sformowany w trzeciej dekadzie marca 1939, w garnizonie Słonim, zgodnie z planem mobilizacyjnym „W”, w mobilizacji alarmowej, w grupie jednostek oznaczonych kolorem czerwonym. Jednostkami mobilizującymi były dwa pułki stacjonujące w garnizonie Słonim (Okręg Korpusu Nr IX). 79 pułk piechoty zmobilizował dowództwo baonu, pluton pionierów oraz 1 i 2 kompanię, natomiast 80 pułk piechoty sformował 3 kompanię i kompanię strzelecką.
Po zakończeniu mobilizacji batalion został przewieziony koleją przez Białystok-Siedlce-Warszawę-Łódź do rejonu Zduńskiej Woli. Po wyładowaniu zajmował kwatery we wsi położonej na płn. od Zduńskiej Woli i był podporządkowany dowódcy 10 Dywizji Piechoty. W czerwcu batalion był przerzucony nad Wartę i Widawkę, gdzie brał udział w budowie umocnień polowych.

## 7 b km i br. tow. w kampanii wrześniowej
Z rozkazu dowódcy armii batalion w ostatnich dniach sierpnia obsadził i przygotował pozycję obronną Księży Młyn, Rozprza. 31 sierpnia został podporządkowany dowódcy Grupy Operacyjnej „Piotrków”, który 3 września 1939 roku przydzielił go dowódcy 2 pułku piechoty Legionów.

## Organizacja wojenna i obsada personalna
Organizacja wojenna i obsada personalna batalionu w dniach 1–7 września 1939 roku
- dowódca batalionu – mjr piech. Karol Stanisław Charków †10 VIII 1942 KL Auschwitz[5]
- zastępca dowódcy batalionu – kpt. Teofil Jan Banach
- dowódca plutonu łączności – por. Jan Mirosz
- dowódca plutonu pionierów – sierż. Zabaryło
- dowódca 1 kompanii km – por. Adam Fall
- dowódca I plutonu – ppor. Julian Kordulasiński
- dowódca II plutonu – ppor. Bogdan Karpiński
- dowódca III plutonu – ppor. Jan Urbanowicz
- dowódca IV plutonu – sierż. pchor. Piotr Kremko
- dowódca 2 kompanii km – ppor. Jerzy Erwin Wróbel
- dowódca 3 kompanii km – por. Józef Ułam
- dowódca kompanii strzelców – por. Kazimierz Załucki
- dowódca I plutonu – por. Więckowski
- dowódca II plutonu – ppor. Nałęcz
- dowódca III plutonu – ppor. Zimny
- dowódca plutonu broni towarzyszącej – plut. pchor. Czesław Siliańczuk
- pluton gospodarczy